# DJ Pierro
DJ Pierro (auch DJ Piero, bürgerl. Piero Brunetti) ist ein italienischer DJ und Musiker. Sein erfolgreichster Song in Deutschland und der Schweiz ist der Song Another World aus dem Jahre 1996. Musikalisch lassen sich seine Werke meist in die Bereiche des Trance Electronic und Progressive Trance einordnen. Kennzeichnend für DJ Pierros Musik sind atmosphärische Klänge und das Einbinden tranceuntypischer Elemente wie Saxophon oder Trommelwerk. Er erzielte jedoch auch als Teil weiterer musikalischer Projekte Erfolge.
Darüber hinaus ist er auch in anderen Bereichen als Unternehmer aktiv. So ist er heute auch Gründer einer Firma für Ernährungsentwicklung mit Sitz in Berlin.

## Leben und Wirken
Schon seit frühester Kindheit erwuchs in Piero Brunetti der Wunsch, sich der Musik zu widmen. Seine musikalische Laufbahn führte ihn auch nach Deutschland. So erschien seine erste italienischsprachige Single Come Stai bereits 1988 auf dem Deutschen Label BMP Records Bremen.
1990 ging er nach Hamburg, um an der Hochschule für Musik und Theater Music Composing and Producing zu studieren. Zu dem Zeitpunkt war Brunetti bereits als Solo-Künstler aktiv und als Autor sowie Komponist beim Musiklabel Polydor unter Vertrag. Ferner begleitete und unterstützte er Mathias Reim bei seiner erfolgreichen „Verdammt, ich lieb’ Dich“-Tour.
Bis 1993 veröffentlichte Brunetti noch ausschließlich unter seinem bürgerlichen Namen und in Italienischer Sprache. Ab Mitte der neunziger Jahre war er dann an verschiedenen musikalischen Projekten beteiligt. So gründete er 1995 als Produzent gemeinsam mit Nico Dee das Eurodanceprojekt Taboo, welches mit der Single I Dream of You Tonight erste Achtungserfolge erzielen konnte. Die Single erreichte Platz eins der RPM Dance Charts in Kanada, während sie in Deutschland mit Platz 92 noch im unteren Bereich der deutschen Singlecharts landete.
Im Folgejahr 1996 veröffentlichte er als DJ Piero seine bekannteste Single Another World. Eine Besonderheit dabei ist, dass er den damals populären Dance-Trance-Sound mit Saxophonklängen kombinierte. Der Gesang stammt von der Hamburgerin Lian Ross, die auch schon Dance Projekten wie Fun Factory oder Teeko X ihre Stimme lieh. In der Schweiz erreichte die Single die Höchstposition 20 und hielt sich 8 Wochen in den Charts. In Deutschland schaffte sie es bis auf Platz 42 und blieb dafür 12 Wochen in den deutschen Charts.
1997 folgte eine weitere Singleveröffentlichung Human Under Pressure, die sich jedoch grundlegend vom Soundbild des Vorgängers unterschied. Dieses Mal standen eher laute Trommeln und World-Music-Elemente im Vordergrund. Der Erfolg des Vorgängers wiederholte sich nicht. Im selben Jahr war er jedoch außerdem Co-Autor des Songs Oh La La La des Eurodance-Projektes 2 Eivissa, welcher Platz 13 in Großbritannien und Platz 43 in Deutschland belegte. Trotzdem veröffentlichte er auch weiterhin als Solokünstler.
Ferner war er an Remixen und als Produzent für andere Künstler beteiligt. Häufig nahm er dabei andere Synonyme wie π Beta oder Pini an.
2015 erschien mit Orions Eye nach langer Zeit wieder eine Single. Auch war er seit langem wieder auf mehreren Samplern vertreten. 2017 fertigte die Künstlerin Tinanavy einen Remix von DJ Pierros Hits mit der Bezeichnung Another World 2k17 mit Videoclip an.
Bereits zu Beginn seiner Karriere hatte Brunetti häufig mit gesundheitlichen Problemen zu kämpfen, was ihn letztendlich zu einer rein veganen Ernährungsumstellung bewegte. Somit begann er selbst in diesen Bereich zu forschen und auch tätig zu werden. So gründete er ab 2017 seine eigene Firma, die samt Produktionsstätten in Berlin ansässig ist. Dort ist er seither als Geschäftsführer tätig. Mit der Entwicklung der Mondarella (einer veganen und laktosefreien Alternative zum italienischen Mozzarella) gelang ihm ein beachtlicher Marketingerfolg. Seit 2020 wird sie dauerhaft bei den Discountern Lidl, Kaufland und Penny als Artikel geführt.
Musikalisch ist er auch weiterhin auf den Online-Musikdienstportalen Soundcloud und Mixcloud aktiv. Ehrenamtlich ist er in der Stiftung World Children Foundation in der Kundenbetreuung tätig.

## Diskografie

### Singles
| Jahr | Titel Album   | Höchstplatzierung, Gesamtwochen, AuszeichnungChartplatzierungen (Jahr, Titel, Album, Platzierungen, Wochen, Auszeichnungen, Anmerkungen) | Höchstplatzierung, Gesamtwochen, AuszeichnungChartplatzierungen (Jahr, Titel, Album, Platzierungen, Wochen, Auszeichnungen, Anmerkungen) | Höchstplatzierung, Gesamtwochen, AuszeichnungChartplatzierungen (Jahr, Titel, Album, Platzierungen, Wochen, Auszeichnungen, Anmerkungen) | Anmerkungen                      |
| Jahr | Titel Album   | DE | CH | UK | Anmerkungen                      |
| ---- | ------------- | --- | --- | --- | -------------------------------- |
| 1996 | Another World | DE42 (12 Wo.)DE | CH20 (8 Wo.)CH | — | als DJ Pierro, Gesang: Lian Ross |

### Weitere Singles
- 1988: Come Stai (als Piero Brunetti)
- 1990: Italia Mia (Skandali) (als Piero Brunetti)
- 1990: Cin Cin (als Piero Brunetti)
- 1993: Sempre Le Donne (als Piero Brunetti)
- 1997: Human Under Pressure
- 1999: Don’t Stop The Music
- 2000: Save The Funky Music (als Piero Brunetti)
- 2000: I Can’t Stop Lovin’ You
- 2000: I Can’t Stop Lovin’ You [The Remixes] EP
- 2002: Falling Free
- 2002: I Need Your Love (als Piero)
- 2015: Orions Eye (als Piero Brunetti)

### Mit Taboo
| Jahr | Titel Album                    | Höchstplatzierung, Gesamtwochen, AuszeichnungChartplatzierungen (Jahr, Titel, Album, Platzierungen, Wochen, Auszeichnungen, Anmerkungen) | Höchstplatzierung, Gesamtwochen, AuszeichnungChartplatzierungen (Jahr, Titel, Album, Platzierungen, Wochen, Auszeichnungen, Anmerkungen) | Höchstplatzierung, Gesamtwochen, AuszeichnungChartplatzierungen (Jahr, Titel, Album, Platzierungen, Wochen, Auszeichnungen, Anmerkungen) | Anmerkungen                               |
| Jahr | Titel Album                    | DE | CH | UK | Anmerkungen                               |
| ---- | ------------------------------ | --- | --- | --- | ----------------------------------------- |
| 1995 | Taboo - I Dream Of You Tonight | DE92 (… Wo.)DE | — | — | Nr. 1 in den Kanadischen RPM Dance Charts |

#### Weitere Single
- 1995: No Ordinary Love[16]

### Als Co-Autor für andere Künstler

#### Singles
| Jahr | Titel Album                         | Höchstplatzierung, Gesamtwochen, AuszeichnungChartplatzierungen (Jahr, Titel, Album, Platzierungen, Wochen, Auszeichnungen, Anmerkungen) | Höchstplatzierung, Gesamtwochen, AuszeichnungChartplatzierungen (Jahr, Titel, Album, Platzierungen, Wochen, Auszeichnungen, Anmerkungen) | Höchstplatzierung, Gesamtwochen, AuszeichnungChartplatzierungen (Jahr, Titel, Album, Platzierungen, Wochen, Auszeichnungen, Anmerkungen) | Anmerkungen |
| Jahr | Titel Album                         | DE | CH | UK | Anmerkungen |
| ---- | ----------------------------------- | --- | --- | --- | ----------- |
| 1997 | 2 Eivissa - Oh La La La Oh La La La | DE43 (9 Wo.)DE | — | UK13 (6 Wo.)UK |             |

#### Weitere Singles
- 1993: Culture Trance - La Revolución Del Sexo (als π beta)[17]
- 1994: Culture Trance - Cosmica[18]
- 1995: Royal Lemon - House Dream (als π beta)[19]
- 1995: Gina Mohammed - Love Is All I See (als π beta)[20]
- 1995: Tandú - Acido[21]
- 1995: Tandú - Tranceido[22]

#### Alben
- 1994: Pompöös – Pompöös Is My Life (3 Titel, als Pini)[23]
- 1998: 2 Eivissa - Oh La La La (Album) (3 Titel)[24]

### Remixe
- 1998: Heath Hunter - Weedy Weedy Wee (Sunlight Mix) by DJ Pierro[25][26]
- 2000: Ibiza Invaders - Get Fired Up (Jerry Ropero’s Avantgarde vs. DJ Pierro Additional Mix)[27]

## Musik-Videos
- 1996: Another World
- 1997: Human Under Pressure (Regie Patrick Kiely)